# Jules Lemoine
Jules Lemoine est un professeur de physique français né le 30 janvier 1864 à Blanchefosse (Ardennes) et mort le 27 novembre 1939 à Ranville. Professeur de classes préparatoires et auteur de nombreux manuels scolaires du début du XXe siècle, ses contributions essentielles à la Science se situent dans la métrologie des temps et cycles.

## Biographie
Son père, un instituteur, avait une nombreuse famille. En dépit de cette situation difficile, il fit de brillantes études secondaires au lycée de Charleville d'abord dans les classes de l'enseignement spécial jusqu'au diplôme de l'enseignement spécial, puis après une année de mathématiques élémentaires, il obtient le baccalauréat ès sciences en 1882. Boursier d'État, il prépare durant deux années le concours d'entrée à l'École normale supérieure dans la classe de mathématiques spéciales du lycée Henri IV, où Jules Macé de Lepinay enseigne la physique. Il fait ensuite de 1884 à 1887 des études supérieures scientifiques à l'École normale supérieure, où il suivit les conférences de physique de Jules Violle, et à la faculté des sciences de Paris, où il suivit les cours de physique de Edmond Bouty et Jules Jamin, et obtint en 1886 les licences ès sciences physiques et ès sciences mathématiques.
Après une année infructueuse de préparation du concours d'agrégation de physique, il enseigne à partir de 1887 les sciences physiques et naturelles au lycée de Cahors, puis au collège de Melun à partir de la rentrée 1890. Il est finalement lauréat du concours d'agrégation de physique en 1892 : il est alors nommé professeur au lycée Condorcet, il assure une suppléance au collège Stanislas puis est nommé en 1895 professeur au lycée Saint-Louis puis en 1900 au lycée Louis-le-Grand (succédant à Henri Abraham), où durant 25 ans il forma de nombreux élèves de la classe de mathématiques spéciales. En 1910, il devint examinateur d’entrée à l'École centrale des arts et manufactures, puis en 1911-1912, suppléant du Jules Violle à la chaire de physique générale dans ses rapports avec l'industrie du Conservatoire national des arts et métiers, professeur adjoint au cours pratique de physique industrielle en 1919-1920 et à nouveau suppléant de Violle en 1923-1924, Violle décédant en septembre 1923 il lui succède en 1924 jusqu'en 1936.
Créateur de l'École des poids et mesures, il en fut également le premier directeur. Après sa mise à la retraite, en janvier 1936, il fut nommé président du comité d'organisation de la section de métrologie de l'Exposition spécialisée de 1937, puis président de la commission de métrologie ; enfin, président de la commission de révision des étalons nationaux.
Les services les plus signalés qu'il rendit dans ces diverses fonctions lui valurent la croix de chevalier de la Légion d’honneur en 1923, puis la Croix d'Officier en 1931 et d'autres décorations de moindre importance.
Il étudia la biréfringence électrique du sulfure de carbone et mesura la constante de Kerr de cette substance. Il mit au point, avec Henri Abraham, un électromètre absolu. Le synchronisme existant entre le phénomène de Kerr et les valeurs du champ électrique qui provoque, le mit sur la voie d’une méthode de mesure des temps très courts à moins de 1/100 000 000 de seconde près.
Il fut l'auteur de plusieurs ouvrages d'enseignement, devenus classiques (Lemoine et Vincent, pour l’enseignement secondaire ; Lemoine et Guyot, concernant la classe de mathématiques spéciales ; Lemoine et Blanc, résumant son enseignement du conservatoire des arts et métiers).
Pour l'ensemble de son œuvre, l'Académie des Sciences lui décerna le prix Hébert.
Marié jeune, il a eu huit enfants dont un fils Michel, décédé de maladie en 1922. Jules Lemoine était le gendre de Ernest Pêcheux (peintre-graveur-sculpteur et maire de Gournay-sur-Marne de 1908 à 1925). Une de ses filles, Thérèse Lemoine-Lagron, a été peintre aquarelliste. Il est aussi l'arrière grand-père de la comédienne Virginie Lemoine.

## Publications

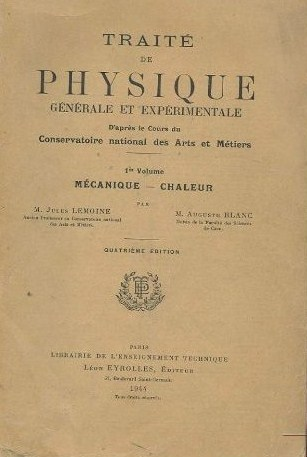
Traité de physique Jules Lemoine.

- Précis de physique - tome 1 seul : Optique, Jules Lemoine, 1923.
- Étude optique d'un ballon sphérique ordinaire rempli d'eau, 1909.
- Cours élémentaire de physique second cycle. Classe de seconde. 2e édition de Jules Lemoine et H. Abraham, 1907.
- Cours de physique à l'usage des élèves de mathématiques spéciales - Tome 1. Optique (3e édition), J. Lemoine et J. Guyot.
- Traite de physique générale expérimentale d'après le cours du conservatoire nation des arts et métiers, Jules Lemoine et Auguste Blanc.